# Антиправителствени протести в Турция (2013)
Протестите започват на 28 май 2013 година, когато турски еколози протестират против застрояването на парк „Гези“ на площад „Таксим“ в Истанбул. Те се обявяват против проект за урбанизация и изкореняване на дърветата. Планът на местната управа предвижда на тяхно място да бъдат реконструирани казарми от времето на Османската империя, както и да се построи културен и търговски център.

## Причини
Протестите са вследствие от водената про-ислямистка политика от страна на Партията на справедливостта и развитието, начело с министър-председателя Реджеп Тайип Ердоган. От 2011 година все повече се ограничава: свободата на словото, свободата на печат и използването на интернет, консумацията на алкохол, абортите, съдържанието в телевизионните канали, както и правото на свободно събиране.

## Хронология
- На 28 май 2013 година група от около 50 демонстранти протестират седнали, след като управата разрушава стените и отсича няколко дървета в парк „Таксим“, Истанбул. По-късно полицията използва сълзотворен газ, за да разпръсне групата.[1]

- На 29 май групата от протестиращи нараства, като организират палатков лагер.[7] В 12:30 часа протестиращите правят пресконференция, а в 18:00 часа подготвят концерт.[8] Групата продължава да расте чрез социалните медии, към нея се присъединяват известни личности, като: Гонджа Вуслатери, Гюрсел Текин, Мемет Али Алабора, Окан Байулген и Шебнем Сьонмез.

- На 1 юни демонстрациите срещу разрушаването на парка „Гези“ на истанбулския площад „Таксим“ преминават в по-широки протести срещу управляващата Партия на справедливостта и развитието на премиера Реджеп Ердоган. Протести започват да се организират и в градовете: Анкара, Бодрум, Кония и Измир. През сутринта полицията в Истанбул използва сълзотворен газ срещу демонстрантите, докато стотици от тях вървят през мост над Босфора към центъра на града.[9]
- На същата дата Феновете на трите гранда Бешикташ, Фенербахче и Галатасарай се включват в протестите. Като основен лидер е Carsi.

- На 2 юни демонстрации се провеждат в 67 града. От началото на протестите до този момент полицията арестува общо над 1700 души. Министърът на вътрешните работи Муамер Гюлер заявява че повечето от задържаните са освободени, след като са били разпитани и индетифицирани. Турската полиция използва сълзотворен газ и водни оръдия, за да разпръсне протестиращите в Анкара. Властите предприемат мерки за да спрат марш към резиденцията на министър-председателя.[10]
- На 3 юни протестите продължават и вземат първа жертва. Това е 20-годишният Мемет Айвалъташ, загинал в Истанбул, след като такси се врязва в тълпа демонстранти.
- На 4 юни демонстрациите продължават и вземат втора жертва. 22-годишен младеж умира, след като бива прострелян смъртоносно от полицай в главата с газова бомба.
- На 11 юни Полицията арестува над 50 адвокати. Причината за арестуването им е, че са помагали на арестуваните протестиращи.
- На 12 юни демонстрациите вземат трета жертва. На 1 юни следобед 26-годишен младеж бива прострелян от полицай в главата. След 11 дена в кома на 12 юни се съобщава, че е починал.
- На 28 юни демонстрациите вземат четвърта жертва. Младеж на 20 години е прострелян в гръб от полицай. След като протестира за нападението над затвора в Лидже.
- На 10 юли демонстрациите вземат пета жертва. Група от 5 – 6 души подкрепящи властта пресичат пътя на 22-годишен младеж, който бяга от газовите бомби. Той бива пребит жестоко и умира малко по-късно в болницата след кръвоизлив на мозъка от побоя.
- На 10 септември демонстрациите вземат шеста жертва. 22-годишен мъж е прострелян в главата от полицаи с газова бомба. Властта се опита да скрие това и каза, че е паднал от 7 етажна сграда, където няма 7 етажна сграда. При аутопсията е установено, че е починал от фрактура на черепа причинена от изстрел в главата. Не са открити други счупвания или ухлузвания, които могат да покажат падане от висока сграда.

## Международни реакции
- На 2 юни, министърът на външните работи на България Кристиан Вигенин заявява:[10]

| „ | „България следи много внимателно събитията от последните дни в съседна и приятелска Турция. Загрижени сме от проявите на насилие и изразяваме безпокойство от прекомерната употреба на сила от страна на полицията срещу протестиращите. Призоваваме българските граждани, които пребивават постоянно или временно в Турция, при необходимост да се обръщат към българските мисии в Анкара, Истанбул и Бурса“ | “ |